# 神里和毅
神里 和毅（かみざと かずき、1994年1月17日 - ）は、沖縄県島尻郡南風原町出身のプロ野球選手（外野手）。右投左打。横浜DeNAベイスターズ所属。

## 経歴

### プロ入り前
いわゆる「スポーツ一家」の第二子（長男）として出生した。小学校3年時まで、軟式野球と陸上競技を掛け持ちをしていた。自身の意思で、小学校4年時から野球に専念。南星中学校在学中のポジションは内野手であった。
沖縄県立糸満高等学校への入学後に硬式野球部で外野手へ転向すると、2年秋からレギュラーに定着した。3年夏の第93回全国高等学校野球選手権大会でチームを史上初の全国大会出場へ導いたが、初戦（1回戦）の英明高戦に1-4で敗戦。「1番・中堅手」として出場した神里も、松本竜也から無安打に抑えられた。硬式野球部の1学年先輩に宮國椋丞がいる。

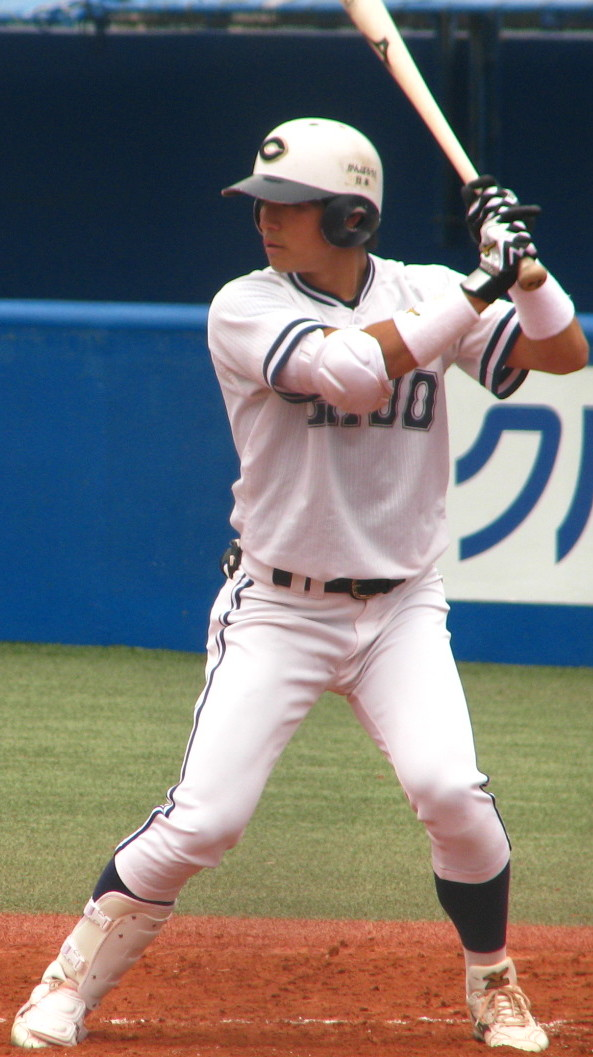
2014年4月29日

中央大学への進学後は、1年春からベンチ入りを果たすと、4年次に主将に就任。東都大学野球では、4年の秋季リーグ戦で、外野手としてベストナインに選ばれた。在学中は、1部リーグ戦へ通算で91試合に出場した。307打数73安打（打率.238）、2本塁打、28打点、10盗塁を記録。当時からNPB球団のスカウトに注目されていたことを背景に、4年次だった2015年の秋にプロ志望届を日本学生野球協会へ提出した。だが、この年のNPBドラフト会議でどの球団からも指名されなかったため、大学卒業後日本生命へ入社した。
日本生命では、1年目から1番打者として公式戦に出場する。2年目の2017年には、社会人野球日本代表として第28回BFAアジア選手権大会でチームの優勝へ貢献するとともに、ベストナインと打点王のタイトルを獲得した。
2017年10月26日に行われたドラフト会議では、横浜DeNAベイスターズから2位指名を受けて、契約金7500万円、年俸1250万円（金額は推定）の条件で入団。背番号は8。入団後には、外野手として社会人野球ベストナインに選ばれた。

### DeNA時代

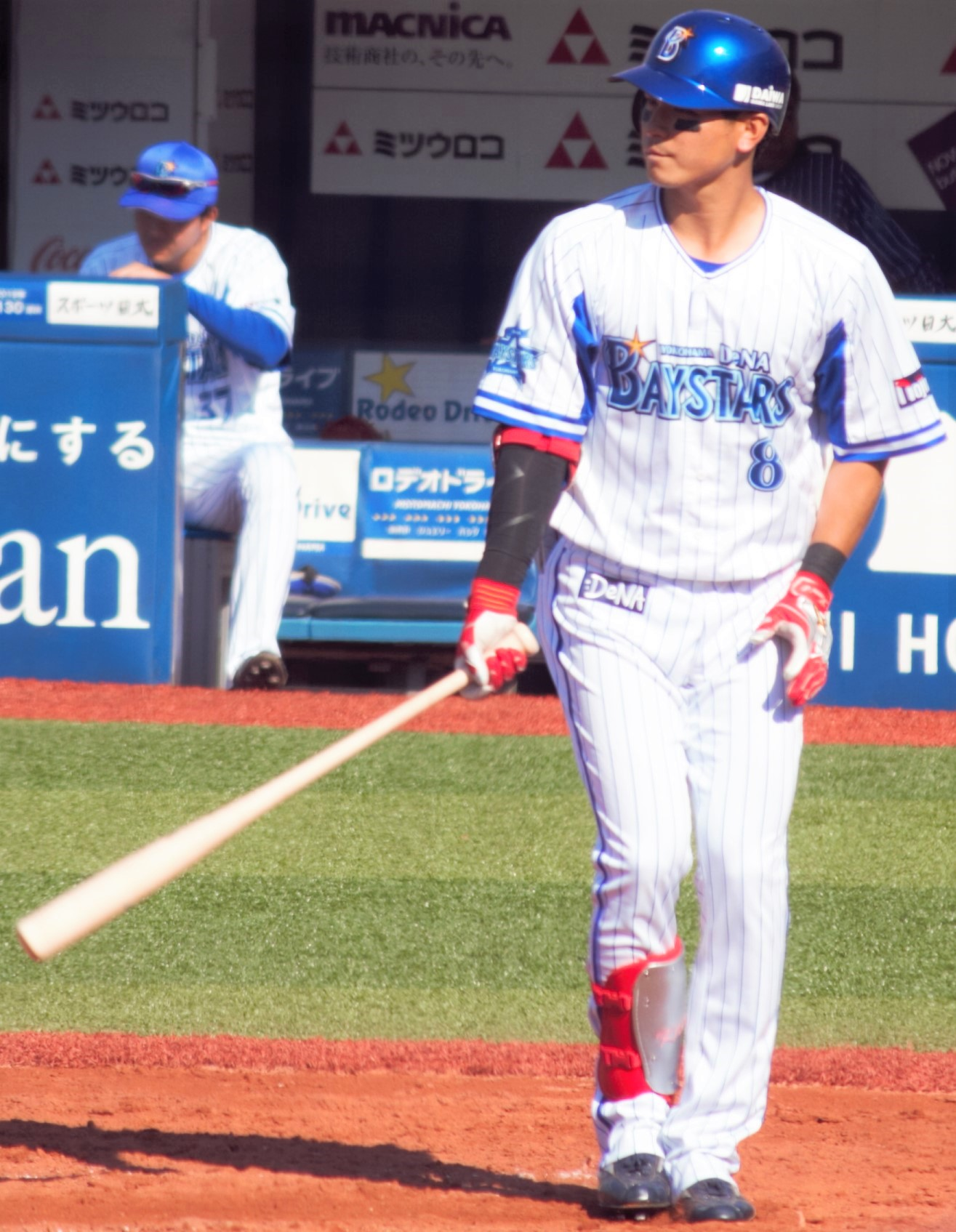
2018年3月25日 横浜スタジアムにて

2018年は、春季キャンプのスタートを一軍で迎えたが、キャンプ中に右腹斜筋の炎症を発症。一時は二軍に回ったものの、一軍監督アレックス・ラミレスの方針で、キャンプ後のオープン戦へ積極的に起用された。オープン戦で好調だったことや、前年までの正右翼手・梶谷隆幸が出遅れていたことなどを背景に、公式戦の開幕を一軍でスタート。3月30日に行われた東京ヤクルトスワローズとの開幕戦（横浜スタジアム）では、「7番・右翼手」としてスタメンに起用された。第3戦（4月1日）で公式戦初盗塁を記録したことを皮切りに、盗塁数で一時セ・リーグのトップに立つほどの俊足で、チームの開幕ダッシュに貢献。4月12日の対読売ジャイアンツ戦（東京ドーム）では、公式戦初本塁打を大竹寛からの初回先頭打者本塁打で記録した。NPB球団の新人選手が一軍公式戦の初本塁打を初回先頭打者本塁打で記録した事例は史上11人目だが、同リーグの発足（1950年）後に巨人が関与する公式戦では初めてである。しかし、その後は打撃の調子が下降。梶谷に加えて、内野手登録のネフタリ・ソトが外野を守る前提で一軍に昇格した5月中旬以降は、一軍に帯同しつつもスタメンから外れる試合が続いた。それでも、6月には1番打者としてスタメンに復帰すると、セ・リーグ打者部門の月間MVP候補に挙げられるほどにまで打撃が復調。しかし、8月12日の対阪神タイガース戦（横浜）2回裏の打席で、自身と同じ新人の馬場皐輔から右足甲の外側に死球を受けた。そのまま代走を送られると、翌13日に出場選手登録を抹消。抹消後に右足甲の骨折が判明したため、実戦へ復帰できずにシーズンを終えた。最終的に、一軍公式戦には、通算で86試合に出場。打率.251、5本塁打、21打点、15盗塁という成績を残した。
2019年は、前述した故障が癒えたことを背景に、一軍公式戦の開幕から「1番・中堅手」として再びレギュラーに定着。セ・パ交流戦では、最終規定打席へ到達するとともに、チームトップ（全体22位）の打率.303を記録した。このような活躍を背景に、オールスターゲームにもセ・リーグの監督推薦選手として初出場を果たした。レギュラーシーズンの後半戦は不調で、中堅手として梶谷、乙坂智、桑原将志の後塵を拝する機会が増えたが、一軍公式戦全体では123試合の出場で打率.279、6本塁打、15盗塁を記録。チームがシーズン2位で進出したクライマックスシリーズ（CS）では、阪神とのファーストステージ全試合に「1番・中堅手」としてスタメンに起用されると、通算打率.429、OPS.929と奮闘した。
2020年は、オープン戦で打率が.182と振るわず、入団後初めて、レギュラーシーズンを二軍でスタート。開幕して2週間後の7月5日から一軍へ復帰したが、開幕から梶谷が「1番・中堅手」として好調なことから、復帰当初の公式戦には主に代打や守備要員として起用されていた。8月上旬からは、「1番・右翼手」に回った梶谷とのコンビで、「2番・中堅手」として出場。11月14日の巨人戦（横浜）では、田口麗斗から逆転サヨナラ打を放ち、アレックス・ラミレス監督の最後の試合を勝利で見届けた。一軍公式戦全体では80試合の出場で3本塁打、7盗塁にとどまりながらも、打率（.308）、出塁率（.370）、長打率（.420）、OPS（.790）はいずれも入団後最高だった。
2021年は、巨人に移籍した梶谷の後釜として「1番・中堅手」のポジション定着を期待されるも、開幕から打撃不振に陥った上、6月1日の福岡ソフトバンクホークス戦（横浜）の守備で捕球を試みた際に左足首の骨挫傷を起こし途中交代、翌日に一軍登録を抹消された。後半戦に一軍昇格を果たしたものの、中堅手のレギュラーは桑原が勝ち取ったため、代打・代走での起用がほとんどだった。最終的に88試合、打率.191、4本塁打、15打点、4盗塁の成績でシーズンを終えた。打席数、打率、打点、盗塁、OPSはキャリアワーストだった。
2022年は、開幕から一軍に登録されていたが、4月7日にチーム内で新型コロナウィルスの感染者が相次ぎ、神里も陽性判定を受け登録抹消。4月28日に一軍に復帰。途中出場した5月6日の広島東洋カープ戦（マツダスタジアム）では延長11回に勝ち越しの適時三塁打を放ち、開幕から続いていた広島戦の連敗を阻止、同じく途中出場した6月19日の阪神戦（甲子園）では、同点で迎えた8回に決勝打となる適時三塁打を放ち、開幕から続いていたチームの日曜日の連敗を9で阻止。阪神タイガース・青柳晃洋が相手先発の時に限り、好相性を買われてスタメンで起用され、結果を残すなど、要所で存在感を見せつけた。最終的に81試合に出場したが、打率.189、1本塁打と前年に続いて打撃に課題を残す形に終始。結局、契約更改ではダウン提示を受け、推定年俸4500万円で契約を更改した。
2023年は、相手先発の青柳晃洋との相性を買われ、開幕戦に3番・中堅手で出場も無安打に終わった。前年同様代走・守備固めの起用が続いていたが、7月31日に登録抹消された。8月は二軍で5本塁打を記録していたが8月17日を最後に試合出場はなく、8月29日に横浜市内の病院で右肘のクリーニング手術を受け、その後は公式戦への出場は無かった。最終的に64試合の出場で打率.163、3打点、プロ入り後初めて本塁打と盗塁が無かった。11月10日には700万円減の推定年俸3800万円で契約更改した。
2024年は、コンディション不良で開幕から出遅れるが、4月20日の二軍戦で実戦復帰し、4月29日の中日ドラゴンズ戦で一軍合流した。代走での起用が中心ながら、5月10日の青柳先発の阪神戦では1番・中堅手でスタメン起用され、3打数1安打を記録した。しかし、その後が続かず、6月10日に登録を抹消された。以降は二軍での調整を続け、二軍戦47試合で打率.297、1本塁打、16打点の成績を残すと、青柳が予告先発である阪神戦に合わせ、関根大気と入れ替わりで9月10日に一軍に合流した。シーズン終了まで関根に代わり代走及び外野の守備固めとして起用され、青柳が先発投手の際には3試合にスタメン出場したが、試合数や打撃成績含めキャリアワーストの成績となった。シーズン成績は低調に終わったが、その後のクライマックスシリーズ、日本シリーズでも代走及び外野の守備固めとして起用された。
2025年は、キャンプから二軍で過ごしていたが、同ポジションの桑原がオープン戦最終戦で死球を受けて骨折したことで、代わって一軍に初合流し、開幕を一軍で迎えた。守備固めや代走での出場が中心で、5月までで25試合に出場しながら打席に立つ機会は僅かで、3打数無安打だった。6月2日に登録を抹消された。

## 選手としての特徴
走・攻・守3拍子揃った外野手で、50メートル走で5秒8のタイムを手動計測で記録したほどの俊足の持ち主である。外野の守備では飛球を処理する能力が高く、DeNA2年目の2019年には、非公式記録ながら守備指標でNPB両リーグを通じてのベストナイン級のデータが計測されている。また、遠投105mの強肩も兼ね備える。

## 家族
実父の昌二は、沖縄県立豊見城高等学校の硬式野球部員（投手）として、2年時（1977年）の春から4季連続で甲子園球場の全国大会へ出場。3年時（1978年）には、当時捕手だった石嶺和彦とバッテリーを組んでいた。卒業後の1979年から、同年に創設されたばかりのプリンスホテル硬式野球部でプレー。同部で現役を引退してからも、陸上競技のアマチュア選手として100メートル競走などで活躍している。マスターズ陸上金メダリストの譜久里武と交流を持ち、和毅は2023年1月オフの自主トレーニング期間中に、譜久里らから走り方の指導を受けた。
実姉も陸上競技の選手で、高校時代に全国高等学校総合体育大会の短距離種目へ出場した経験を持つ。和毅自身も、「犬に追い掛けられながらも逃げ切った」というエピソードがあるほど、幼少期から足が速い。父の昌二については、「陸上競技を強制されていなかったが、『野球に専念したい』との意向を伝えた時に、『（野球を）やるなら左打ちに取り組め』と言われた」という。
実弟の陸（りく）も右投両打の野球選手で、和毅と同じ南星中学校の出身。3年時（2017年）には、U-15日本代表の内野手としてU-15アジア野球選手権大会に出場した。卒業後の2018年からは、神奈川県にある東海大相模高等学校に進学。2年時（2019年）の夏から捕手に転向している。3年時の2020年には、春に第92回選抜高等学校野球大会への出場が決まっていたが、年頭から新型コロナウイルスへの感染が拡大している影響で大会が中止。しかし、代替措置として8月中旬に開催の2020年甲子園高校野球交流試合へ招待されたことによって、「親子3代で別々の高校から甲子園球場の試合へ出場する」という快挙を成し遂げた。2021年4月からは、國學院大學へ進学し、硬式野球部の捕手としてプレー。2024年のハーレムベースボールウィークの日本代表に選出された。プロ志望届は出さず、大学卒業後はENEOS野球部でプレーする。

## 詳細情報

### 年度別打撃成績
| 年 度     | 球 団     | 試 合 | 打 席 | 打 数 | 得 点 | 安 打 | 二 塁 打 | 三 塁 打 | 本 塁 打 | 塁 打 | 打 点 | 盗 塁 | 盗 塁 死 | 犠 打 | 犠 飛 | 四 球 | 敬 遠 | 死 球 | 三 振 | 併 殺 打 | 打 率 | 出 塁 率 | 長 打 率 | O P S |
| --------- | --------- | ----- | ----- | ----- | ----- | ----- | -------- | -------- | -------- | ----- | ----- | ----- | -------- | ----- | ----- | ----- | ----- | ----- | ----- | -------- | ----- | -------- | -------- | ----- |
| 2018      | DeNA      | 86    | 273   | 247   | 31    | 62    | 14       | 3        | 5        | 97    | 21    | 15    | 9        | 4     | 0     | 19    | 1     | 3     | 68    | 4        | .251  | .312     | .393     | .705  |
| 2019      | DeNA      | 123   | 458   | 427   | 62    | 119   | 31       | 3        | 6        | 174   | 35    | 15    | 10       | 3     | 0     | 26    | 2     | 2     | 121   | 7        | .279  | .323     | .407     | .731  |
| 2020      | DeNA      | 80    | 190   | 169   | 38    | 52    | 8        | 1        | 3        | 71    | 17    | 7     | 1        | 1     | 2     | 15    | 0     | 3     | 42    | 3        | .308  | .370     | .420     | .790  |
| 2021      | DeNA      | 88    | 118   | 110   | 13    | 21    | 3        | 0        | 4        | 36    | 15    | 4     | 3        | 1     | 1     | 6     | 1     | 0     | 49    | 1        | .191  | .231     | .327     | .558  |
| 2022      | DeNA      | 81    | 107   | 95    | 12    | 18    | 4        | 3        | 1        | 31    | 10    | 6     | 3        | 1     | 0     | 8     | 0     | 3     | 26    | 1        | .189  | .274     | .326     | .600  |
| 2023      | DeNA      | 64    | 53    | 49    | 11    | 8     | 1        | 1        | 0        | 11    | 3     | 0     | 1        | 0     | 0     | 3     | 0     | 1     | 16    | 0        | .163  | .226     | .224     | .451  |
| 2024      | DeNA      | 25    | 25    | 23    | 3     | 3     | 0        | 0        | 0        | 3     | 0     | 2     | 0        | 0     | 0     | 1     | 0     | 1     | 12    | 0        | .130  | .200     | .130     | .330  |
| 通算：7年 | 通算：7年 | 547   | 1224  | 1120  | 170   | 283   | 61       | 11       | 19       | 423   | 101   | 49    | 27       | 10    | 3     | 78    | 4     | 13    | 334   | 16       | .253  | .308     | .378     | .686  |

- 2024年度シーズン終了時

### 年度別守備成績
| 年 度 | 球 団 | 外野  | 外野  | 外野  | 外野  | 外野  | 外野     |
| 年 度 | 球 団 | 試 合 | 刺 殺 | 補 殺 | 失 策 | 併 殺 | 守 備 率 |
| ----- | ----- | ----- | ----- | ----- | ----- | ----- | -------- |
| 2018  | DeNA  | 81    | 93    | 1     | 3     | 0     | .969     |
| 2019  | DeNA  | 115   | 222   | 4     | 3     | 3     | .987     |
| 2020  | DeNA  | 53    | 65    | 1     | 2     | 0     | .971     |
| 2021  | DeNA  | 53    | 41    | 2     | 0     | 1     | 1.000    |
| 2022  | DeNA  | 68    | 62    | 0     | 0     | 0     | 1.000    |
| 2023  | DeNA  | 59    | 41    | 1     | 0     | 1     | 1.000    |
| 2024  | DeNA  | 17    | 14    | 0     | 0     | 0     | 1.000    |
| 通算  | 通算  | 446   | 538   | 9     | 8     | 5     | .986     |

- 2024年度シーズン終了時
- 各年度の太字はリーグ最高

### 記録
初記録
- 初出場・初先発出場：2018年3月30日、対東京ヤクルトスワローズ1回戦（横浜スタジアム）、7番・右翼手で先発出場
- 初打席：同上、2回裏にデービッド・ブキャナンから空振り三振
- 初安打：2018年3月31日、対東京ヤクルトスワローズ2回戦（横浜スタジアム）、2回裏に石川雅規から右越二塁打
- 初打点：同上、7回裏に石川雅規から左前適時打
- 初盗塁：2018年4月1日、対東京ヤクルトスワローズ3回戦（横浜スタジアム）、1回裏に二盗(投手：由規、捕手：中村悠平)
- 初本塁打：2018年4月12日、対読売ジャイアンツ3回戦（東京ドーム）、1回表に大竹寛から左越ソロ(初回先頭打者本塁打)

その他の記録
- プロ初本塁打が初回先頭打者本塁打 ※史上43人目、新人選手としては史上11人目[15]
- 1試合5三振：2019年4月21日、対広島東洋カープ6回戦（MAZDA Zoom-Zoomスタジアム広島） ※史上16人目
- オールスターゲーム出場：1回（2019年）

### 背番号
- 8（2018年 - ）

### 代表歴
- 第28回BFAアジア選手権大会